# 特質
| ウィキペディアには「特質」という見出しの百科事典記事はありません（タイトルに「特質」を含むページの一覧/「特質」で始まるページの一覧）。 代わりにウィクショナリーのページ「特質」が役に立つかもしれません。 |